# Batalla de Maraycalla
La batalla de Maraycalla se libró en mayo de 1534 entre los conquistadores españoles y los atahualpistas, quienes perdieron la ciudad del Cuzco a manos de los primeros en noviembre de 1533. El ejército atahualpista fue comandado por el general Quizquiz y los españoles al mando de Hernando de Soto, junto con gran cantidad de tropas incas (cuzqueñas) aliadas. Después de perder la batalla, el ejército de Quizquiz se retiró a través de Cajamarca a su base en Quito.

## Desarrollo
Tras la fundación española de Jauja por Francisco Pizarro (25 de abril de 1534). Hernando de Soto y Paullu Inca, al frente de 20 españoles a caballo y 3000 guerreros incas, fueron en búsqueda de Quizquiz, alcanzándolo en Maracaylla, en donde se produjo el enfrentamiento (posiblemente a fines de mayo de 1534). Sin embargo, el clima invernal impidió que ambos alcanzaran a su oponente.
Poco después, un pequeño destacamento de Soto vieron a las fuerzas de Quizquiz en la orilla opuesta del río Mantaro, cerca de la ciudad de Jauja. A pesar de la lluvia de flechas y piedras, los españoles y sus aliados indígenas lograron cruzar el río y en una feroz batalla derrotaron a las fuerzas de Quizquiz, obligándolos a desplegarse. Villanueva, dice que el enfrentamiento fue duro, aunque no de «cuerpo a cuerpo», ya que un ejército se encontraba en una orilla del río Mantaro y el otro, en la otra orilla; las armas que más se usaron en esta batalla, fueron la ballesta, flechas y «arcos como de piedra».
Durante la batalla, todos los españoles que participaron en la contienda, junto con Soto, sufrieron heridas menores o mayores y uno murió. El enemigo perdió cientos de muertos.
Mientras las tropas atahualpistas iniciaron la retirada del lugar, siendo perseguidas por las tropas de Paullu Inca «hasta hacerlas ocultar en un monte». Como no salían de él, los hombres de Paullu Inca, las atacaron en ese monte, muriendo varios curacas comarcanos y miles de las tropas de Quizquiz, que se retiraron, siendo perseguidos por el general inca, «tres leguas». Maracaylla significó la derrota definitiva de Quizquiz.
El ejército atahualpista se retiró a Tarma. Allí, el curaca lugareño le impidió la entrada al pueblo, presentándole batalla. Quizquiz continuó entonces su retirada hacia Quito.

## Hechos posteriores
Al acercarse a Quito después de marchar más de 1500 km, Quizquiz se enteró de que las fuerzas españolas al mando de Sebastián de Belalcázar se habían apoderado de Quito. Quizquiz quiso continuar la lucha, pero el general atahualpista fue asesinado por sus fuerzas amotinadas.